# Sonic.exe (крипипаста)

Картинка с Creepypasta Wiki

Sonic.exe — крипипаста, написанная пользователем JC-the-Hyena на сайте Creepypasta Wiki в 2011 году и основанная на франшизе Sonic the Hedgehog. Сюжет крипипасты повествует о проклятой игре, распространяемой с помощью компакт-диска, представляющей собой жестокую версию первой игры о Сонике, где ёж жестоко расправляется со своими друзьями и даже угрожает самому игроку.
В 2012 году пользователем MY5TCrimson была создана игра Sonic.exe — The Game по мотивам этой истории. Крипипаста получила значительное распространение в Интернете, за чем последовало множество фанатского контента, пародий и других игр.

## Сюжет
В центре истории находится фанат Соника по имени Том, которому друг Кайл присылает диск с игрой, на котором было написано Sonic.exe. Хотя Кайл просил его не играть в эту игру и уничтожить диск, Том ослушался.
Герой вставляет диск в компьютер, игра запускается. Появляется титульный экран из первого Sonic the Hedgehog, но после нажатия кнопки «Старт» он видоизменяется: небо стало чёрным, море залилось кровью, надпись «Sega 1991» превратилась в «Sega 666», лого, из которого выглядывает Соник, «проржавело», сам Соник исказился.
Далее появилось три персонажа на выбор: Тейлз, Наклз и Эггман. Изначально доступен только Тейлз. После выбора персонажа следует один из трёх уровней, на каждом из которых персонажи преследуются и в итоге жестоко убиваются Соником-демоном, после чего игра возвращается в меню выбора, где открывается новый персонаж, а прошлый показывается как растерзанный труп.
Демонический Соник имеет кровоточащие чёрные глаза с красными светящимися зрачками и способен летать, телепортироваться, изменять реальность и общаться с игроком. Его смех напоминает смех Кефки Палаццо из серии игр Final Fantasy.
После убийства всех троих персонажей на экране появляется сверхреалистичное изображение Соника, сообщающего, что он является Богом. Затем он кидается на Тома, что оканчивается помехами, после которых появляется надпись «Ready for Round 2, Tom?». После этого Том слышит шёпот за своей спиной. Обернувшись, он увидел на своей кровати уставившуюся на него плюшевую игрушку Соника с кровоподтёками под глазами и ужасается.

## История создания и распространения
Крипипаста была написана пользователем JC-the-Hyena на сайте Creepypasta Wiki в августе 2011 года. По его словам, крипипаста была вдохновлена отредактированным скриншотом ежа Соника. Крипипаста начала привлекать к себе внимание интернет-сообщества; на DeviantArt начали появляться арты с демоническим ежом.
В августе 2012 года пользователь MY5TCrimson создал игру по мотивам крипипасты. Спустя несколько месяцев на YouTube появился летсплей по игре от PewDiePie, что познакомило с крипипастой миллионы людей.
В январе 2014 года история была удалена с Creepypasta Wiki из-за «плохого написания» и «огромного числа клише». В ответ JC-the-Hyena написал пост, в котором обвинил администрацию сайта в зависти и «фуррихейтерстве», призвав фанатов Sonic.exe к протесту.
На основе крипипасты появились многочисленные продолжения и игры, в числе которых и высмеивающие пародии.

## Игры
В августе 2012 года пользователь MY5TCrimson создал игру Sonic.exe — The Game по мотивам крипипасты и выложил её на сайт инди-игр Game Jolt. Спустя несколько месяцев на YouTube появился летсплей по игре от PewDiePie, что познакомило с крипипастой миллионы людей.
Игровые события в точности повторяют крипипасту: игрок берёт под управление Тейлза, Наклза и Эггмана, которых проводит по мрачным уровням, в то время как на них охотится Соник. Игра полностью линейная и имеет единственную концовку, а также активно использует скримеры.
Помимо этой игры вышел целый ряд других игр, развивающих разные идеи. Отмечаются следующие игры: Another Sonic.exe Fan Game, Executable Education, Five Nights At Sonic’s, Sonic.exe — Spirits of Hell, Nightmare Universe. Также внимания критиков удостоилась модификация-ретекстур для Sonic Origins, изменяющая стилистику игр сборника на Sonic.exe, и Sonic.exe: The Disaster — мультиплеерная игра на базе Roblox, в котором одни игроки в роли exe-демонов охотятся на других игроков, пытающихся выжить.
В марте 2023 года игра получила официальный ремейк под названием SONIC 2011 (ранее — Sonic.exe Official Remake).

## Отзывы
Грант Парди в своей статье написал следующее: «Интернет не смог сопротивляться перед сочетанием ежа Соника с ужасами, и вскоре крипипаста нашла свою аудиторию. Она стала вдохновением для сотен иллюстраций демонического Соника на DeviantArt — месте, которому явно не чужды странные фан-арты ежа». Также он назвал крипипасту «предостерегающей историей о том, как не позволить интернет-славе вскружить вам голову» и сказал, что теперь это «одна большая шутка».
Рианнон Беван в статье на TheGamer написала: «влияние этой крипипасты на Интернет в начале 2010-х трудно переоценить. Она была повсюду. И мы все нашли её чертовски ужасающей. Начавшись как городская легенда в Интернете, Sonic.exe породила множество фанатских игр, одержимых тем, чтобы напугать вас ещё сильнее».
В 2014 году администрация Creepypasta Wiki удалила историю с сайта, сославшись на «плохое написание» и «обилие клише». В статье на Game Rant также отмечено, что фанаты ужасов могут посчитать Sonic.exe клишированной, но это не отменяет её влияния на игровые крипипасты.
Семён Трясин добавил Sonic.exe в список «5 странных мемов, которые мы хотим увидеть в фильмах о Сонике» на 2x2.медиа, где сравнил его с «лавкрафтовской версией любителя лазаньи Гарфилда».
Game Rant добавил Sonic.exe в список «8 крипипаст, пришедших из игр», назвав её «вероятно, известнейшей крипипастой всех времён». Отмечено, что «история очень хорошо использует спрайты и геймплей Sonic the Hedgehog чтобы подчеркнуть, насколько она жуткая».
CBR добавил игру в список «6 ужасающих игровых крипипаст, которым нужна экранизация». Утверждается, что «Sonic.exe сломала детство всех, кто познакомился с её жестокой историей» и что экранизация объединила бы фанатов Соника с поклонниками ужастиков.